# Exallostethus thrinax
Exallostethus thrinax är en mångfotingart som beskrevs av Hoffman 1975. Exallostethus thrinax ingår i släktet Exallostethus och familjen Aphelidesmidae. Inga underarter finns listade i Catalogue of Life.